# A.J. Guyton
Arthur James (A.J.) Guyton (Peoria, Illinois, 13 de febrero de 1978) es un exjugador estadounidense y entrenador de baloncesto estadounidense que jugó tres temporadas en la NBA. Con 1.87 metros de estatura, jugaba en la posición de base. Actualmente ejerce como entrenador asistente en los Windy City Bulls de la NBA D-League

## Carrera

### Universidad
A.J estuvo durante 4 temporadas en la prestigiosa Universidad de Indiana, donde gozó de 4 años muy exitosos a nivel personal. Con los Hoosiers debutó en la temporada 1996-97, firmando 13.6 puntos, 3.3 rebotes y 3.9 asistencias. Aquella temporada la Final Four se disputaba en su casa, en Indianápolis, pero el equipo cayó en 1.ª ronda ante Colorado Buffaloes.
En la 1997-98 mejoró sus promedios, con 16.8 puntos, 3.5 rebotes y 3.7 asistencias, sin embargo, volvieron a naufragar en el torneo NCAA, donde cayeron en 2.ª ronda ante UConn Huskies.
Como júnior se mantuvo en sus números, 16 puntos, 3.4 rebotes y 2.6 asistencias. Se volvían a atascar en 2.ª ronda, esta vez ante St. John's. A Guyton se le acababan las opciones de intentar algo grande en la NCAA, y pese a que tuvo su mejor temporada en su año sénior, a nivel colectivo tal vez fue el mayor fracaso ya que fueron vapuleados por Pepperdine en 1.ª ronda. La Final Four se volvió a disputar en Indianápolis. A.J acabó el año con 19.7 puntos, 2.8 rebotes y 3.2 asistencias de media. Fue elegido Co-MVP de la Big Ten Conference y fue incluido en el Mejor Quinteto All-American.

### NBA y Europa
Guyton fue elegido por Chicago Bulls en el puesto 32 de 2.ª ronda del draft de 2000. A.J. jugó en los Bulls desde 2000 hasta 2002. Como novato en la 2000-01 gozó de minutos (19.1) y tuvo 6 puntos y 1.9 asistencias de media.
En la segunda temporada jugó muchos menos, promedió 5.4 puntos y fichó por Golden State Warriors durante la temporada 2002-03. En diciembre lo cortaron y firmó con la Skipper Bologna para los playoffs.
En la 2003-04 marchó a Israel para jugar en el Hapoel Tel Aviv pero en enero regresaría a Bolonia. En la 2005-06 fichó por el Viola Reggio Calabria, y luego militó en el Cedevita Zagreb croata.

### Entrenador
[actualizar]